# WWE ThunderDome
O WWE ThunderDome era uma bolha "biossegura" criada pela promoção de luta livre profissional americana WWE, em parceria com a empresa de experiência de fãs de serviço completo, The Famous Group. Foi lançado em agosto de 2020 como uma forma de os fãs de wrestling profissional participarem de eventos da WWE virtualmente durante a pandemia da COVID-19. A bolha era um sistema de videoconferência com público e palco utilizado para transmissões de programas de televisão e pay-per-views das marcas Raw e SmackDown. Funcionava com os usuários se inscrevendo dias antes de um evento, fazendo login e ingressando no horário de chamada alocado para serem vistos em uma tela do evento em tempo real. Assistir a um evento era gratuito.
Nos seus 11 meses de uso, o ThunderDome foi hospedado em três arenas, todas na Flórida, nos Estados Unidos. Sua primeira residência foi no Amway Center em Orlando de 21 de agosto a 7 de dezembro de 2020. Devido ao início das temporadas 2020–21 da ECHL e da NBA, a WWE transferiu o ThunderDome para o Tropicana Field em São Petersburgo, que começou em 11 de dezembro . Devido ao início da temporada de 2021 Tampa Bay Rays, o ThunderDome foi então realocado para seu local final do Yuengling Center em Tampa, que começou em 12 de abril de 2021. A transmissão final baseada no ThunderDome foi ao ar em 15 de julho de 2021, devido à retomada da companhia das turnês ao vivo do Raw e SmackDown, que começou em 16 de julho. O período de tempo em que a WWE produziu shows do ThunderDome foi referido como a "Era ThunderDome."
Durante os primeiros três meses, houve mais de 130.000 pedidos de entrada para acessar o site do ThunderDome, com mais de 650.000 em março de 2021. O WWE ThunderDome ganhou o prêmio "Virtual Fan Experience" em 2020 pelo SPORTEL Awards, o prêmio de "Melhor Inovação Tecnológica Durante o COVID-19 Pandemic " em 2021 pelo Cynopsis Sports Media Awards e o prêmio de "Novo produto ou lançamento" de 2021, pelo Cablefax FAXIES Awards. Uma configuração semelhante chamada Capitol Wrestling Center foi lançada para a o NXT em outubro de 2020.

## História
No início da pandemia da COVID-19 em meados de março de 2020, a WWE transferiu a maior parte da programação de suas marcas Raw e SmackDown para o centro de treinamento do WWE Performance Center em Orlando, Flórida, sem fãs presentes; no final de maio, a promoção começou a usar trainees do Performance Center para servir como público ao vivo, que foi expandido para amigos e familiares dos lutadores em meados de junho. Em 17 de agosto de 2020, a WWE anunciou que iria se mudar para o Amway Center de Orlando, onde seus episódios do Monday Night Raw (e sub-show Main Event), Friday Night SmackDown, 205 Live e pay-per-view (PPV) os eventos seriam transmitidos por um longo período, começando com o episódio de 21 de agosto do SmackDown. Assim como as transmissões do Performance Center, esses programas foram produzidos a portas fechadas, mas sem espectadores presenciais. Eles também apresentavam uma produção em grande escala na arena, uma bolha "biossegura" anunciada como WWE ThunderDome, com telas ao redor do ringue exibindo espectadores virtuais via videoconferência (semelhante à bolha da NBA). Enquanto o episódio de 21 de agosto do SmackDown foi seu primeiro episódio de televisão produzido dessa maneira, SummerSlam apenas dois dias depois foi seu primeiro pay-per-view a ser transmitido do ThunderDome.
O acordo inicial de residência da WWE com o Amway Center expirou em 31 de outubro, mas com a opção de estender o contrato com um aviso de duas semanas. O contrato foi prorrogado até 24 de novembro. Em 19 de novembro, a WWE anunciou que o ThunderDome permaneceria na Flórida, mas seria transferido para o Tropicana Field em São Petersburgo, começando com o episódio de 11 de dezembro do SmackDown. (Coincidentemente, o Tropicana Field também costumava ser chamado de ThunderDome quando era a arena principal do Tampa Bay Lightning de 1993 a 1996.) Essa mudança também foi feita devido ao início das temporadas 2020-21 ECHL e NBA como o Amway Center é a casa compartilhada do Orlando Solar Bears (ECHL) e do Orlando Magic (NBA), com atrasos na WWE levando os Solar Bears a jogar seus primeiros três fins de semana da temporada na estrada. O último show ThunderDome produzido no Amway Center foi o episódio de 7 de dezembro do Raw.
A WWE não anunciou a duração de sua residência no Tropicana Field, mas era esperado que eles teriam que sair por volta de março devido ao início da temporada de 2021 do Tampa Bay Rays. Em 24 de março, a WWE anunciou que eles iriam se mudar para o Yuengling Center, localizado no campus da University of South Florida em Tampa, começando com o episódio pós-WrestleMania 37 do Raw em 12 de abril. A WWE gravou os episódios de 5 e 9 de abril do Raw e SmackDown, respectivamente, bem como a cerimônia do Hall da Fama de 2021, na semana anterior para permitir tempo para mover o ThunderDome do Tropicana Field para Yuengling Center antes da transmissão de 12 de abril. O episódio de 9 de abril do SmackDown, que foi gravado em 2 de abril, foi o show final produzido no Tropicana Field. A WWE permaneceu no Yuengling Center até 9 de julho, quando a empresa anunciou que voltaria às turnês ao vivo, começando com o episódio de 16 de julho do SmackDown em Houston, Texas, encerrando assim a produção das transmissões do ThunderDome. O show final do ThunderDome produzido ao vivo foi o episódio de 9 de julho do SmackDown com a transmissão final baseada no ThunderDome sendo exibida como o episódio de 15 de julho do Evento Principal, que foi gravado em 6 de julho. Além disso, o evento Hell in a Cell de junho foi o PPV final realizado no ThunderDome, que também fez do Hell in a Cell o único PPV a ser produzido duas vezes no ThunderDome. O período de tempo que a WWE produziu shows do ThunderDome foi referido como a "Era ThunderDome".
Em 4 de outubro de 2020 no NXT TakeOver 31, a WWE estreou uma configuração semelhante apelidada de Capitol Wrestling Center para os eventos da marca NXT - desde meados de março, os shows do NXT foram realizados a portas fechadas na Full Sail University em Winter Park, Flórida. O Capitol Wrestling Center foi hospedado no WWE Performance Center e tinha muitos dos mesmos recursos do ThunderDome. A principal diferença era que o Capitol Wrestling Center incluía uma pequena multidão de fãs selecionados ao vivo, que originalmente eram obrigados a usar máscaras e divididos por paredes de acrílico, além dos fãs virtuais (a maioria das restrições do COVID foram posteriormente suspensas com a expansão da capacidade de público). O nome também foi uma homenagem ao antecessor da WWE, a Capitol Wrestling Corporation. Os shows de 205 Live também foram transferidos para o Performance Center após TakeOver 31.

### Encenação e produção
Na criação do ThunderDome, a WWE fez parceria com a empresa de experiência de fãs de serviço completo, The Famous Group. Dentro do ThunderDome, drones, lasers, pyro, fumaça e projeções foram utilizados para melhorar as entradas dos lutadores em um nível semelhante ao das produções pay-per-view antes da pandemia. O vice-presidente executivo de produção de televisão da WWE, Kevin Dunn, observou ainda que a empresa foi capaz de "fazer coisas em termos de produção que nunca poderíamos fazer" antes do ThunderDome. Quase 1.000 placas de LED foram instaladas para permitir fileiras e mais fileiras de ventiladores virtuais. O áudio da arena também foi mixado com os cantos virtuais dos fãs. O vice-presidente sênior de operações técnicas de eventos da WWE, Duncan Leslie, disse que eles usaram o que ele chamou de "mixagem de público virtual", onde usaram ruído de multidão falso na transmissão e puderam ativar o som dos fãs virtuais, mas houve um pequeno atraso. Era gratuito para os fãs comparecerem virtualmente aos eventos, embora eles tivessem que reservar seus lugares virtuais com antecedência. Na noite de um evento, os fãs se juntaram durante seu tempo de chamada alocado. A WWE também tomou medidas contra os fãs que violaram os termos de serviço (ToS), como fãs usando ou exibindo material polêmico ou ofensivo, bem como vestindo mercadorias de outras grandes promoções de wrestling profissional. A empresa imediatamente removeu aqueles que violavam os ToS da transmissão ao vivo e baniu esses indivíduos de programas futuros.

## Locais e eventos

### Locais
A seguir estão os locais que sediaram o WWE ThunderDome.
| Arena            | Local                    | Data de Residência                           |
| ---------------- | ------------------------ | -------------------------------------------- |
| Amway Center     | Orlando, Florida         | 21 de Agosto de 2020 - 7 de Dezembro de 2020 |
| Tropicana Field  | São Petersburgo, Flórida | 11 de Dezembro de 2020 - 2 de Abril de 2021  |
| Yuengling Center | Tampa, Flórida           | 12 de Abril de 2021 - 9 de Julho de 2021     |

### Eventos
A seguir estão os eventos que foram realizados em cada local.
| Amway Center                       | Amway Center                                 |
| Programas semanais                 | Programas semanais                           |
| Show                               | Data                                         |
| ---------------------------------- | -------------------------------------------- |
| SmackDown                          | 21 de Agosto de 2020 - 4 de Dezembro de 2020 |
| 205 Live                           | 21 de Agosto de 2020 - 7 de Outubro de 2020  |
| Raw                                | 24 de Agosto de 2020 - 7 de Dezembro de 2020 |
| Main Event                         | 24 de Agosto de 2020 - 7 de Dezembro de 2020 |
| Especial                           |                                              |
| Tribute to the Troops              | 6 de Dezembro de 2020                        |
| Pay-per-view e eventos WWE Network |                                              |
| Evento                             | Data                                         |
| SummerSlam                         | 23 de Agosto de 2020                         |
| Payback                            | 30 de Agosto de 2020                         |
| Clash of Champions                 | 27 de Setembro de 2020                       |
| Hell in a Cell                     | 25 de Outubro de 2020                        |
| Survivor Series                    | 22 de Novembro de 2020                       |

1. ↑  «WWE TAPING UPDATES | PWInsider.com». www.pwinsider.com. Consultado em 14 de dezembro de 2021
2. ↑  «WWE Fans Are Thrilled to See Crowds Back on WWE Raw». WWE (em inglês). Consultado em 14 de dezembro de 2021
3. ↑  Oestriecher, Blake. «WWE Live Events With Fans Could Reportedly Return Very Soon». Forbes (em inglês). Consultado em 14 de dezembro de 2021
4. ↑  «WWE to hold shows at Amway Center with virtual fans». web.archive.org. 22 de agosto de 2020. Consultado em 14 de dezembro de 2021
5. ↑  Barrasso, Justin. «WWE Turning Orlando's Amway Center into 'WWE ThunderDome'». Sports Illustrated (em inglês). Consultado em 14 de dezembro de 2021
6. ↑  Otterson, Joe; Otterson, Joe (17 de agosto de 2020). «WWE to Establish 'ThunderDome' Residency in Orlando's Amway Center». Variety (em inglês). Consultado em 14 de dezembro de 2021
7. ↑  «WWE/Amway Center contract reveals September 27th PPV date». WON/F4W - WWE news, Pro Wrestling News, WWE Results, UFC News, UFC results (em inglês). 25 de agosto de 2020. Consultado em 14 de dezembro de 2021
8. ↑  «FUTURE OF THE WWE THUNDERDOME REVEALED | PWInsider.com». www.pwinsider.com. Consultado em 14 de dezembro de 2021
9. ↑  «WWE Contract With Amway Center Runs Through November 24 | Fightful News». www.fightful.com (em inglês). Consultado em 14 de dezembro de 2021
10. ↑  «Lightning made NHL history at Thunderdome | NHL.com». web.archive.org. 20 de dezembro de 2019. Consultado em 14 de dezembro de 2021
11. ↑  «WWE ThunderDome will head to Tampa Bay's Tropicana Field beginning Friday, Dec. 11». WWE (em inglês). Consultado em 14 de dezembro de 2021
12. ↑  «WWE ThunderDome Moving To Tropicana Field On December 11 | Fightful News». www.fightful.com (em inglês). Consultado em 14 de dezembro de 2021
13. ↑  «FIRST LOOKS AT THE NEW THUNDERDOME SET AT TROPICANA FIELD | PWInsider.com». pwinsider.com. Consultado em 14 de dezembro de 2021
14. ↑  «Please login». account.f4wonline.com. Consultado em 14 de dezembro de 2021
15. ↑  Williams, Randall (24 de março de 2021). «WWE Moves ThunderDome to USF's Yuengling Center». Sportico.com (em inglês). Consultado em 14 de dezembro de 2021
16. ↑  «WWE ThunderDome takes over Yuengling Center». WWE (em inglês). Consultado em 14 de dezembro de 2021
17. ↑  «411MANIA». WWE Taping Tomorrow Night’s Smackdown Later Today (em inglês). Consultado em 14 de dezembro de 2021
18. ↑  Otterson, Joe; Otterson, Joe (21 de maio de 2021). «WWE to Return to Live Touring in July». Variety (em inglês). Consultado em 14 de dezembro de 2021
19. ↑  «WWE returning to touring this July, first three events announced». WON/F4W - WWE news, Pro Wrestling News, WWE Results, UFC News, UFC results (em inglês). 21 de maio de 2021. Consultado em 14 de dezembro de 2021
20. ↑  «WWE returns to Live Events with 25-city tour beginning July 16». WWE (em inglês). Consultado em 14 de dezembro de 2021
21. ↑  «2021 WWE Hell in a Cell live stream, how to watch online, start time, card, matches». CBSSports.com (em inglês). Consultado em 14 de dezembro de 2021
22. ↑  Is Sheamus the best performer of the WWE ThunderDome era?: WWE The Day Of sneak peek (em inglês), consultado em 14 de dezembro de 2021
23. ↑  «WWE Hell in a Cell results: Bobby Lashley and Bianca Belair retain». ESPN.com (em inglês). 21 de junho de 2021. Consultado em 14 de dezembro de 2021
24. ↑  Barrasso, Justin. «NXT Unveiling the Capitol Wrestling Center at Sunday's TakeOver 31». Sports Illustrated (em inglês). Consultado em 14 de dezembro de 2021
25. ↑  «NXT to unveil "Capitol Wrestling Center" set tonight, Paul Levesque says virtual fans and some friends and family will be in attendance at NXT Takeover 31 - Pro Wrestling Dot Net». web.archive.org. 7 de outubro de 2020. Consultado em 14 de dezembro de 2021
26. ↑  «WWE Achieves Record High CWC Attendance for NXT TakeOver: In Your House». EssentiallySports. 14 de junho de 2021. Consultado em 14 de dezembro de 2021
27. ↑  «Capitol Wrestling Center to be unveiled tonight at NXT TakeOver 31». WWE (em inglês). Consultado em 14 de dezembro de 2021
28. ↑  «NXT TakeOver 31 To Feature The Debut Of The Capitol Wrestling Center | Fightful News». www.fightful.com (em inglês). Consultado em 14 de dezembro de 2021
29. ↑  «WWE® Brings the Thunder | Business Wire». web.archive.org. 16 de janeiro de 2021. Consultado em 14 de dezembro de 2021
30. ↑  Dawson, Alan. «The inside story of the WWE ThunderDome, a futuristic arena built for the pandemic, which has had 130,000 total entry requests from fans since August». Insider (em inglês). Consultado em 14 de dezembro de 2021
31. ↑  «WWE ThunderDome Frequently Asked Questions | WWE». web.archive.org. 1 de setembro de 2020. Consultado em 14 de dezembro de 2021
32. ↑  «We Asked the Guy Who Operates WWE ThunderDome About the Tech's Post-COVID Future» (em inglês). Consultado em 14 de dezembro de 2021
33. ↑  «WWE introducing new state-of-the-art viewing experience with WWE ThunderDome». WWE (em inglês). Consultado em 14 de dezembro de 2021
34. ↑  «WWE Announces ThunderDome Arena, Enhanced Fan Experience, Residency At Amway Center | Fightful News». www.fightful.com (em inglês). Consultado em 14 de dezembro de 2021
35. ↑  Archive, View Author; feed, Get author RSS (25 de agosto de 2020). «Troll broadcasts KKK rally during WWE match». New York Post (em inglês). Consultado em 14 de dezembro de 2021
36. ↑  «WWE® BRINGS THE THUNDER – World Wrestling Entertainment Inc.». web.archive.org. 24 de março de 2021. Consultado em 14 de dezembro de 2021
37. ↑  «WWE® ThunderDome™ Takes Over Tropicana Field». corporate.wwe.com (em inglês). Consultado em 14 de dezembro de 2021
38. ↑  «WWE® ThunderDome™ Takes Over Yuengling Center – World Wrestling Entertainment Inc.». web.archive.org. 24 de março de 2021. Consultado em 14 de dezembro de 2021